# (10195) Nebraska
(10195) Nebraska ist ein Asteroid des Hauptgürtels, der am 13. September 1996 vom US-amerikanischen Amateurastronomen Robert Linderholm an seinem privaten Lime Creek-Observatorium (IAU-Code 721) in Cambridge entdeckt wurde.
Der Asteroid wurde am 2. März 1999 nach Nebraska benannt, dem Heimatstaat seines Entdeckers.